# 西奈村
西奈村（にしなむら）は、静岡県中部の庵原郡に存在した村である。
1948年4月10日に静岡市に編入された。現在は静岡市葵区の一部である。

## 地理
龍爪山を源とする長尾川の流域に存在する。東に高山、梶原山がある。龍爪山の南にあることから「龍南の里」とも呼ばれる。
現在は、高校、大学などが建設されるなど、文教地区となっている。
なお、同じく長尾川の流域にあった北沼上地区は、安倍郡千代田村（ -1934年）に属しており、西奈村ではない。

## 歴史
- 縄文時代より集落があり、平安時代以降の『倭名類聚抄』や『駿河国風土記』の中に「西奈郷」として掲載がある。（世奈、仙奈、勢奈、仙南などと記された時期もあった）なお、読み方は「せな」であった[1]。
- 駿府城の石垣の多くはこの付近で採掘された石を使用している。多数の石丁場が残されている[2]。
- 1889年4月 市町村制施行により、瀬名村、瀬名川村、長尾村、平山村の4か村が合併し西奈村となる。その際、読みを「にしな」とする。
- 1948年4月10日 当時の静岡市に編入。庵原郡の中で旧静岡市に編入され、現在静岡市葵区に属するのは西奈村だけである。